# دانشیار
دانشیار (به انگلیسی: Associate professor) از مراتب علمی دانشگاهی برای اعضای هیئت علمی است. این مرتبه بالاتر از مرتبهٔ استادیاری و پایین‌تر از استادی است. در ایران برای رسیدن به این مرتبه، هیئت‌ علمی باید بر اساس آیین‌نامهٔ ارتقای وزارت علوم، تحقیقات و فناوری یا وزارت بهداشت، درمان و آموزش پزشکی، به حداقل امتیاز لازم دست پیدا کند. از فاکتورهای مهم برای رسیدن به مرتبهٔ دانشیاری، امتیاز پژوهشی است که بر اساس تعداد مقاله‌ها، کتاب‌ها و فعالیت‌های تحقیقاتی مشابه ارزیابی می‌شود.